# Micrulia pacifica
Micrulia pacifica är en fjärilsart som beskrevs av Holloway 1979. Micrulia pacifica ingår i släktet Micrulia och familjen mätare. Inga underarter finns listade i Catalogue of Life.